# Pucharek kielichowaty

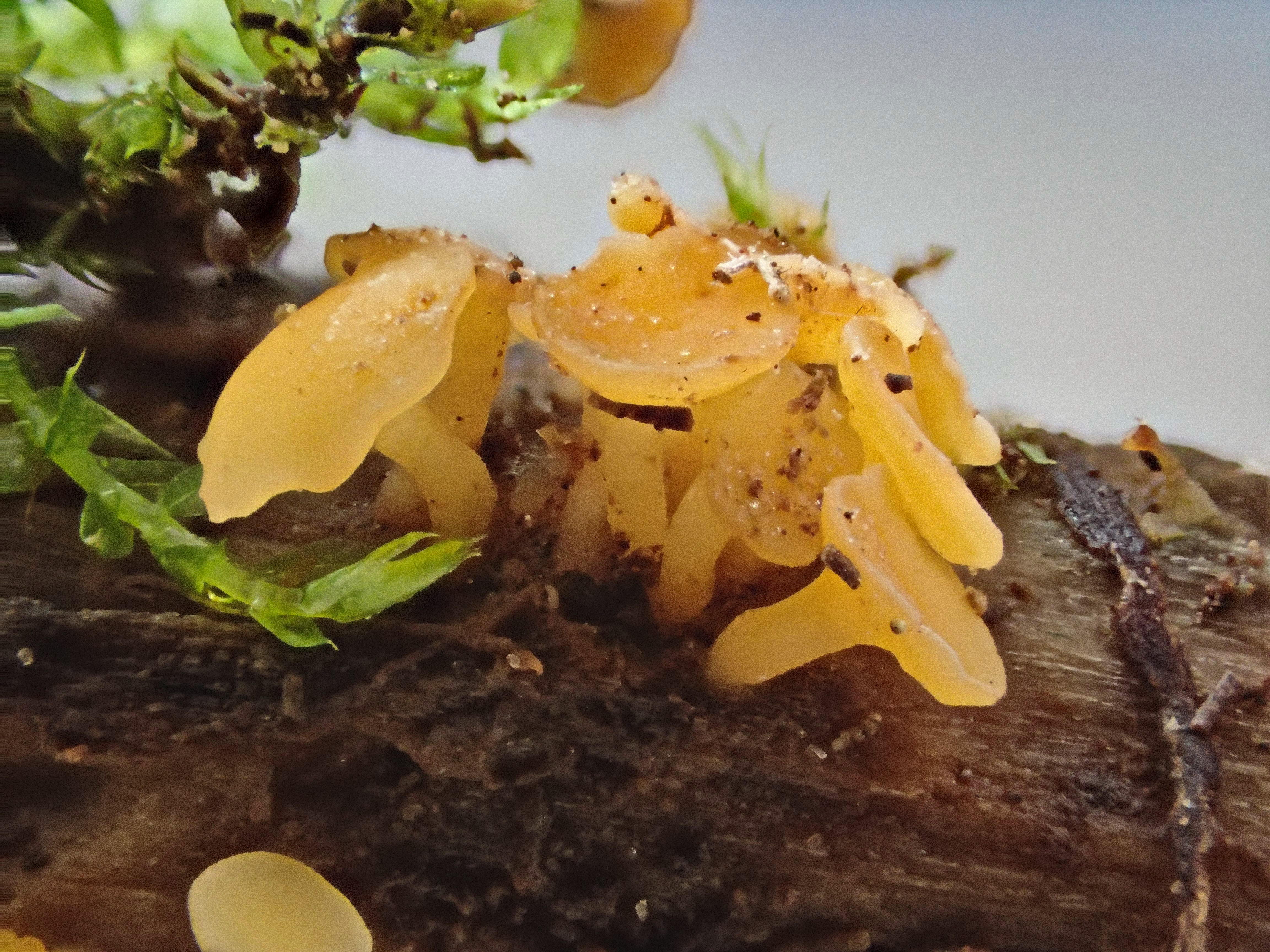
Owocniki na gałązce

Pucharek kielichowaty (Hymenoscyphus calyculus (Fr.) W. Phillips) – gatunek grzybów z rodziny tocznikowatych (Helotiaceae).

## Systematyka i nazewnictwo
Pozycja w klasyfikacji według Index Fungorum: Hymenoscyphus, Helotiaceae, Helotiales, Leotiomycetidae, Leotiomycetes, Pezizomycotina, Ascomycota, Fungi.
Po raz pierwszy opisał go w 1849 r. Elias Fries, nadając mu nazwę Helotium calyculus. Obecną, uznaną przez Index Fungorum nazwę nadał mu w 1887 r. William Phillips.
Ma ponad 30 synonimów. Niektóre z nich:
- Calycella conscripta (P. Karst.) Boud., 1907
- Helotium virgultorum Fr. 1849
- Hymenoscyphus conscriptus (P. Karst.) Korf ex Kobayasi, Hirats. f., Aoshima, Korf, Soneda, Tubaki & Sugiy. 1967[2].

Polską nazwę podaje m.in. internetowy atlas grzybów.

## Morfologia
Owocniki
Typu apotecjum, zbudowane z miseczki i trzonka. Miseczka o średnicy 2–5 mm na trzonku o wysokości kilku mm. Powierzchnia górna jasnożółta i gładka, powierzchnia dolna i trzon bladożółta do białawej, gładka lub drobno kutnerowata.
Cechy mikroskopowe
Zarodniki 15–24 × 3–4 µm, nieregularnie wrzecionowate, gładkie, czasami z przegrodami. Parafizy cienko-cylindryczne, z przegrodami.
Gatunki podobne
Jaskrawożółty kolor odróżnia pucharka kielichowatego od innych pucharków, można go jednak pomylić z podobnie ubarwioną dwuzarodniczką cytrynową (Bisporella citrina). Odróżnia się ona brakiem trzonu i zwykle rośnie na kłodach i pniach, a nie na gałązkach i patykach.

## Występowanie i siedlisko
Podano stanowiska pucharka kielichowatego w Ameryce Północnej, Europie, i Azji. Najwięcej stanowisk podano w Europie, występuje tu na całym obszarze z wyjątkiem części południowo-wschodniej. W Polsce M.A. Chmiel w 2006 r. przytoczyła ponad 20 stanowisk. Nowe stanowiska podano także w latach następnych, a najbardziej aktualne są w internetowym atlasie grzybów. Zaliczony w nim jest do gatunków zagrożonych, wartych objęcia ochroną.
Grzyb saprotroficzny. Rozwija się na martwym drewnie i gałązkach drzew liściastych.